# گروه سان
گروه سان (انگلیسی: SUN Group) شرکت رسانه‌ای هندی است، که در سال ۱۹۹۲ توسط کالانیتی ماران تأسیس شد.